# 90480 Ulrich
90480 Ulrich este un asteroid din centura principală de asteroizi.

## Descriere
90480 Ulrich este un asteroid din centura principală de asteroizi. A fost descoperit pe 15 februarie 2004 în cadrul proiectului CSS. Asteroidul prezintă o orbită caracterizată de o semiaxă mare de 3,22 ua, o excentricitate de 0,11 și o înclinație de 19,6° în raport cu ecliptica.